# قطع برق ۲۰۱۹ آمریکای جنوبی
قطع برق ۲۰۱۹ آمریکای جنوبی (انگلیسی: 2019 South American blackout) در صبح ۱۶ ژوئن در اکثر نقاط آرژانتین، تمامی اروگوئه و بخشهایی از پاراگوئه چند ساعت تا یک روز کشور و زندگی مردم را مختل کرد.

## وقایع‌نگار
در ساعت ۷:۰۷ صبح ۱۶ ژوئن ۲۰۱۹ به وقت محلی شبکه برق آرژانتین قطع شد و ۴۸ میلیون نفر بدون برق در خانه‌ها و خیابان‌ها ماندند. قطارها از کار افتادند. تا ساعت ۱۰ صبح برق خیلی از نقاط بوئنوس آیرس و تا ساعت ۱:۳۰ بعداز ظهر ۷۵٪ مناطق اروگوئه وصل شد. در ۱۷ ژوئن تأیید شد که اکثر نقاط آرژانتین و اروگوئه وصل شد.
دلیل این قطع برق خرابی در سیستم نیرو انتقال برق در سد یاسیرتا بوده‌است.